# Titles Deprivation Act 1917
Il Titles Deprivation Act 1917 fu un atto del Parlamento del Regno Unito emanato durante gli anni della prima guerra mondiale secondo il quale qualunque nobile di qualunque grado che fosse membro della parìa inglese si fosse opposto alla Gran Bretagna nel corso della guerra mondiale avrebbe perso tutti i propri titoli. Il documento ricevette l'assenso reale l'8 novembre 1917.

## Sfondo storico
Lo scoppio della Prima Guerra Mondiale aveva avuto luogo dopo l'assassinio dell'erede al trono imperiale, l'arciduca Francesco Ferdinando d'Austria, morto per mano di un nazionalista serbo nel giugno del 1914. Il Regno Unito entrò in guerra contro la Germania ed i propri alleati nell'agosto di quello stesso anno.
La decisione non fu facile, dal momento che la famiglia reale inglese era strettamente imparentata con gli imperatori di Germania. La regina Vittoria aveva tra l'altro sposato il principe tedesco Alberto di Sassonia-Coburgo-Gotha, i cui titoli tedeschi erano passati nella famiglia reale inglese attraverso i discendenti del loro figlio minore, Leopoldo, duca di Albany. La figlia primogenita della regina Vittoria, anche lei di nome Vittoria, aveva sposato l'imperatore Federico III di Germania. Lo stesso re Giorgio V del Regno Unito era quindi cugino di primo grado dell'imperatore Guglielmo II di Germania e di Carlo Edoardo di Sassonia-Coburgo-Gotha. Un parente più distante era Ernesto Augusto di Hannover, che discendeva per linea diretta dal re inglese Giorgio III e per questo godeva anche del titolo di principe inglese.
Molti membri delle famiglie reali tedesche imparentate con la famiglia regnante inglese decisero di abbracciare la causa britannica per non perdere le loro prerogative, ma altri furono costretti ad uscire dal sistema nobiliare inglese. Già dal 1915 molti cavalieri dell'Ordine della Giarrettiera vennero espulsi per i loro legami con la politica della Germania ma non vennero ancora privati dei loro titoli, sino al 1917 quando il parlamento autorizzò la revoca delle dignità nobiliari inglesi.

## Deprivazione dei titoli
L'atto di deprivazione autorizzava il re a formare una commissione derivata dal suo Consiglio Privato che includeva almeno due membri della commissione giudicante. Il consiglio analizzò la situazione di quanti avessero prestato servizio presso gli eserciti del nemico, o avessero reso assistenza o si fossero distinti come volontari in Germania.
Venne stabilito che la persona privata dei titoli non potesse più goderne per tutta la durata della sua vita, ma venne stilata anche la clausola secondo la quale se un erede ne avesse fatto successivamente richiesta con una petizione al re ed al parlamento, si sarebbe potuta riprendere in considerazione per lui e per i suoi discendenti la prosecuzione del titolo. Malgrado questa clausola nessuno dei discendenti delle persone che vennero colpite dall'atto ha ad oggi avanzato richiesta per il titolo.
La commissione che aveva il compito di verificare i vari casi e applicare il Titles Deprivation Act era composta dai seguenti membri:
- Robert Finlay, I visconte Finlay (Lord cancelliere)
- William Mansfield, I visconte Sandhurst (Lord ciambellano)
- Henry Petty-Fitzmaurice, V marchese di Lansdowne
- Robert Crewe-Milnes, I marchese di Crewe
- Thomas Legh, II barone Newton
- Arthur Bigge, I barone Stamfordham (Segretario privato del sovrano)
- John Hamilton, I visconte Sumner

La commissione terminò il proprio operato nell'agosto del 1918 e l'attuazione del decreto ebbe effetto a partire dal 28 marzo 1919. Riportiamo di seguito i principali nobili colpiti dall'atto con indicati tra parentesi i titoli che persero:
- Carlo Edoardo di Sassonia-Coburgo-Gotha (Duca di Albany, conte di Clarence, barone Arklow e principe del Regno Unito)
- Ernesto Augusto di Hannover (Duca di Cumberland e Teviotdale, conte di Armagh e principe del Regno Unito)
- Ernesto Augusto III di Brunswick (Principe del Regno Unito)
- Henry Taaffe, XII visconte Taaffe (Visconte Taaffe e barone Ballymote)